# Памятник 600-летию Калуги
Памятник 600-летию Калуги — монумент в Калуге на улице Гагарина у моста через Оку, открытый 29 октября 1977 года в честь празднования 600-летия города. Памятник представляет собой 50-метровый пилон, у подножия которого расположена сфера и шесть стел, стоящих вдоль улицы Гагарина. На стелах запечатлены самые важные страницы из шестивековой истории Калуги.

## История
Памятник выполнен по проекту скульптора Л. Е. Кербеля и архитекторов В. Н. Датюка, Е. И. Киреева, П. Т. Перминова.
Кирееву принадлежит проект титанового пилона с барельефом космонавта. Часть памятника с изображением Гагарина выполнена Калужской скульптурной фабрикой, барельеф Циолковского вырублен из мрамора на Мытищинском художественном заводе. Работу по созданию пяти бронзовых барельефов выполнил Лев Ефимович Кербель, а изготавливали (отливали) их на Ленинградском заводе «Монументскульптура» Художественного фонда РСФСР. Сфера была покрыта медным слоем, на это ушло около 700 килограммов металла. Из-за того, что основанием пилона служит сфера, среди горожан сооружение получило название «шарик».
Монумент был заложен в сентябре 1971 и открыт в октябре 1977 года.
В 2001 году произошла кража фрагментов металлической обшивки с памятника. Вандалы похитили медные листы, которыми была обшита сфера, с целью сдачи в пункт приёма цветных металлов. Сфера диаметром 11 метров была восстановлена менее ценным металлом. Хулиганов нашли, однако уголовное дело не возбуждалось, так как памятник был создан на народные средства, в связи с чем не удалось установить потерпевшую сторону.
На празднование 650-летия города местные власти решили восстановить первоначальный вид памятника: отремонтировать стелу и покрыть сферу медью. Средства на восстановление собирались в том числе через пожертвования горожан. 4 августа 2021 года реставрация была завершена и памятник вновь открыт для общественности.
В августе 2021 года монумент был дополнен цифровой подсветкой и аудио звуковым сопровождением. Первый пробный запуск проекта состоялся в день Государственного флага Российской Федерации.